# Kim Kardashian
Kimberly Nolen Kardashian, ismertebb nevén Kim Kardashian (Los Angeles, Kalifornia, 1980. október 21. –) örmény származású amerikai televíziós személyiség, üzletasszony, milliárdos. Kanye West korábbi felesége. A Kardashian-Jenner család leghíresebb tagja. Mostohaapja révén négy mostohatestvére van: Burton "Burt" Jenner, Brandon Jenner, Cassandra "Casey" Jenner és Brody Jenner. Anyja oldaláról van két féltestvére: Kendall Jenner és Kylie Jenner.

## Életpályája
2007-ben szerzett ismertséget magának, amikor egy nyilvánosságra került szexvideója miatt a bíróság 5 millió dollár kártérítést ítélt meg neki. Abban az évben az E! tévécsatornán bemutatták az ő és családja életét bemutató valóságshowt Keeping up with the Kardashians címmel. A műsornak több folytatását is leforgatták Kourtney and Kim Take New York és Kourtney and Kim Take Miami címmel. 2010-ben Kim volt a legjobban kereső valóságshow-sztár mintegy 6 millió dolláros bevétellel.
Testvéreivel, Kourtneyvel és Chloéval egy D-A-S-H nevű butikláncot alapítottak, ahol ruházati cikkek mellett parfümöket is árusítanak. 2011 augusztusában Kim televíziós műsor keretében kötött házasságot Kris Humphries kosárlabda-játékossal, aki ellen 72 napi házasság után válópert nyújtott be. A válóper 2013. június 3-án fejeződött be. Kimnek 2013. június 15-én lánya született Kanye West rappertől, akinek a North West nevet adták. Kim Kardashian és Kanye West 2014. május 24-én összeházasodtak. 2022-ben hivatalosan is elváltak.

## Filmográfia
| Év            | Film/TV-műsor                                   | szerep         | Megjegyzés                                    |
| ------------- | ----------------------------------------------- | -------------- | --------------------------------------------- |
| 2007–2021     | Keeping up with the Kardashians                 | saját maga     | valóságshow (280 epizód)                      |
| 2008          | Dancing with the Stars                          | saját maga     | show-műsor (6 epizód)                         |
| 2008          | Katasztrófafilm                                 | Lisa Taylor    |                                               |
| 2009          | CSI: NY                                         | Debbie Fallon  | Tévésorozat (1 epizód: "Second Chances")      |
| 2009          | Beyond the Break                                | Elle           | Tévésorozat (4 epizód)                        |
| 2009          | Deep in the Valley                              | Summa Eve      |                                               |
| 2009–jelenleg | Kourtney and Khloé Take Miami                   | saját maga     | valóságshow (5 epizód)                        |
| 2009          | America's Next Top Model                        | saját maga     | valóságshow (1 epizód: "Interview 101")       |
| 2009          | Így jártam anyátokkal                           |                | Tévésorozat (1 epizód: "Benefits")            |
| 2010          | 90210                                           |                | Tévésorozat (1 epizód: "Senior Year, Baby")   |
| 2011-         | Khloé & Lamar                                   | saját maga     | Tévésorozat (3 episodes)                      |
| 2011–jelenleg | Kourtney and Kim Take New York                  | saját maga     | valóságshow (18 epizód )                      |
| 2011          | America's Next Top Model                        |                | Tévésorozat (1 epizód: "LaToya Jackson")      |
| 2012          | Drop Dead Diva                                  | Nikki LePree   | Tévésorozat (4 epizód)                        |
| 2012          | Last Man Standing                               |                | Tévésorozat (1 epizód: "Tree of Strife")      |
| 2012          | 30 Rock                                         |                | Tévésorozat (1 epizód: "Live From Studio 6H") |
| 2012          | Punk’d – SztÁruló                               |                | Tévésorozat (1 epizód)                        |
| 2013          | Temptation: Confessions of a Marriage Counselor | Ava            |                                               |
| 2022-jelenleg | The Kardashians                                 | saját maga     | valóságshow (3 epizód)                        |
| 2023          | Amerikai Horror Story: Delicate                 | Siobhan Corbyn | Tévésorozat (12 epizód)                       |

## Díjak és jelölések
| Év   | Díj                     | Kategória                              | Eredmény |
| ---- | ----------------------- | -------------------------------------- | -------- |
| 2008 | Teen Choice Awards      | Choice TV Female Reality/Variety Star  | Jelölve  |
| 2009 | Arany Málna díj         | legrosszabb női mellékszereplő         | Jelölve  |
| 2009 | Teen Choice Awards      | Choice TV: Female Reality/Variety Star | Jelölve  |
| 2009 | Fox Reality Awards      | Favorite Hottie                        | Jelölve  |
| 2010 | Teen Choice Awards      | Choice TV: Female Reality/Variety Star | Elnyerte |
| 2010 | J-14 Teen Icon Awards   | Iconic Tweeter                         | Jelölve  |
| 2011 | Teen Choice Awards      | Choice Female Hottie                   | Jelölve  |
| 2011 | Teen Choice Awards      | Choice TV: Female Reality/Variety Star | Elnyerte |
| 2011 | J-14 Teen Icon Awards   | Iconic Tweeter                         | Jelölve  |
| 2011 | VH1 Do Something Awards | Do Something Twitter                   | Jelölve  |
| 2012 | People's Choice Awards  | Favorite TV CelebReality Star          | Elnyerte |
| 2012 | Teen Choice Awards      | Choice TV: Female Reality/Variety Star | Elnyerte |
| 2014 | Arany Málna díj         | legrosszabb női mellékszereplő         | Elnyerte |

## Fordítás
- Ez a szócikk részben vagy egészben  a   Kim Kardashian című angol Wikipédia-szócikk ezen változatának fordításán alapul.  Az eredeti cikk szerkesztőit annak laptörténete sorolja fel. Ez a jelzés csupán a megfogalmazás eredetét és a szerzői jogokat jelzi, nem szolgál a cikkben szereplő információk forrásmegjelöléseként.